# Lausèrta
Lausèrta (en francès Lauzerte) és un municipi francès situat al departament de Tarn i Garona i a la regió d'Occitània.

## Demografia

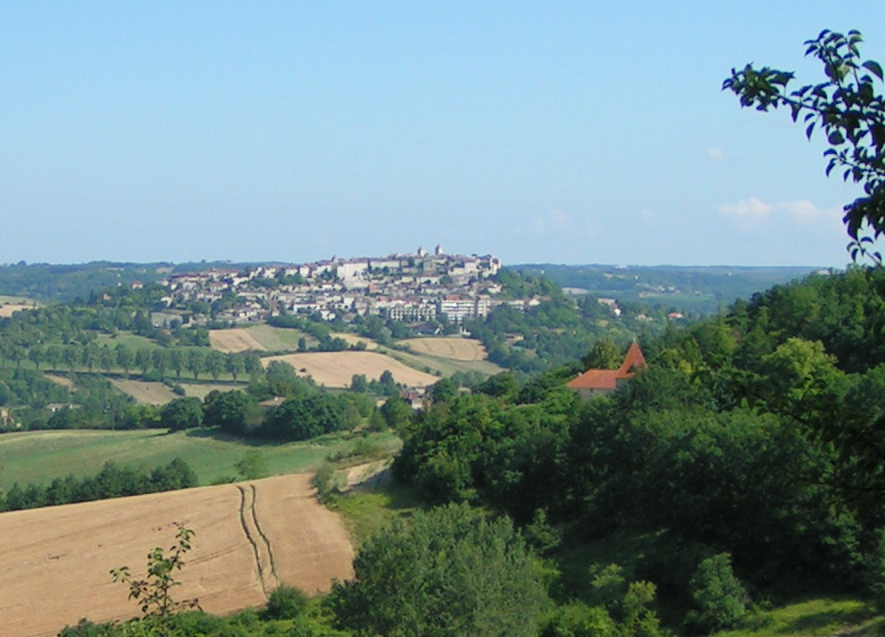

| 1962                                       | 1968  | 1975  | 1982  | 1990  | 1999  | 2006  |
| ------------------------------------------ | ----- | ----- | ----- | ----- | ----- | ----- |
| 1.816                                      | 1.802 | 1.654 | 1.635 | 1.529 | 1.487 | 1.501 |
| Des de 1962: població sense dobles comptes |       |       |       |       |       |       |

## Administració
| Període   | Identitat              | Partit |
| --------- | ---------------------- | ------ |
| 1912-1943 | Etienne Baron          |        |
| 1942-1944 | Edmond Delcer          |        |
| 1944-1945 | Jean-Baptiste Lafargue |        |
| 1945-1954 | Paul Leygue            |        |
| 1954-1977 | Lucien Pax             |        |
| 1977-1989 | Marcel Dalquié         | PS     |
| 1989-2008 | Alain Chauve           | PRG    |
| 2008-     | Bernard Rey            | PRG    |